# Rouïba
Rouiba (în arabă رويبة) este o comună din provincia Alger, Algeria.
Populația comunei este de 61.984 de locuitori (2008).